# Ludovico de Torres
Ludovico de Torres (ur. 1552 w Rzymie, zm. 8 lipca 1609 tamże) – włoski duchowny katolicki pochodzenia hiszpańskiego, kardynał, arcybiskup Monreale, bratanek arcybiskupa Luigiego Torresa, stryj kardynała Cosimo de Torresa.

## Życiorys
22 stycznia 1588 został wybrany arcybiskupem Monreale, którym pozostał już do śmierci. 31 stycznia 1588 przyjął sakrę z rąk kardynała Gabriele Paleottiego (współkonsekratorami byli arcybiskup Silvio Savelli i biskup Giuseppe Stefano). 11 września 1606 Paweł V wyniósł go do godności kardynalskiej. Od 1607 do śmierci był Bibliotekarzem Świętego Kościoła Rzymskiego.